# Tachia longipes
Tachia longipes är en gentianaväxtart som beskrevs av L. Cobb och Pj.M. Maas. Tachia longipes ingår i släktet Tachia och familjen gentianaväxter. Inga underarter finns listade i Catalogue of Life.